# 李儒 (正德進士)
李儒（1473年—1537年），字宗文，號宜散，松江府華亭縣（今上海市松江區）人。明朝政治人物，正德甲戌進士。嘉靖時官至南京刑部郎中。

## 生平
李儒早年為邑庠生，後入太學，正德五年（1510年）庚午舉於鄉，次年辛未科會試聯捷，因病不能廷對，至正德九年（1514年）方補甲戌科殿試，成進士，其時已年逾四旬。見時事不遂其意，又稱病回鄉，家居十年。嘉靖初，世宗下詔起用恬退之士，李儒名列其中，於是就選，任福建建寧府推官，攝知府事。數年後，擢南京禮部祠祭司主事，陞南京刑部郎中，告老還鄉。嘉靖十六年（1537年）卒。